# Synageles
A synageles a pókszabásúak (Arachnida) osztályába, a pókok (Araneae) rendjébe, ezen belül az ugrópókfélék (Salticidae) családjába tartozó nem. Kis méretű pókok, testhosszuk (lábak nélkül) 2–5 mm.

## A nembe tartozó fajok
- Synageles albotrimaculatus (Lucas, 1846) – Spanyolország, Franciaország, Olaszország, Algéria, Tunézia, Törökország
- Synageles bishopi Cutler, 1988 – USA
- Synageles canadensis Cutler, 1988 – USA, Kanada
- Synageles charitonovi Andreeva, 1976 – Kazahsztán, Közép-Ázsia
- Synageles dalmaticus (Keyserling, 1863) – Földközi-tenger környéke, Bulgária, Románia, Ukrajna, Oroszország, Azerbajdzsán
- Synageles hilarulus (C. L. Koch), 1846) – Európa, Törökország, Oroszország, Kazahsztán, Közép-Ázsia, Korea, Japán
- Synageles idahoanus (Gertsch, 1934) – USA
- Synageles leechi Cutler, 1988 – Kanada
- Synageles mexicanus Cutler, 1988 – USA, Mexikó
- Synageles morsei Logunov & Marusik, 1999 – Oroszország
- Synageles nigriculus Danilov, 1997 – Oroszország
- Synageles noxiosus (Hentz, 1850) – Észak-Amerika, Bahama-szigetek
- Synageles occidentalis Cutler, 1988 – USA, Kanada
- Synageles ovatus Franganillo, 1910
- Synageles persianus Logunov, 2004 – Örményország, Irán, Azerbajdzsán
- Synageles pulcher Franganillo, 1913
- Synageles ramitus Andreeva, 1976 – Ukrajna, Oroszország, Kazahsztán, Közép-Ázsia, Mongólia, Kína
- Synageles repudiatus (O. P-Cambridge, 1876) – Egyiptom
- Synageles scutiger Prószyński, 1979 – Görögország, Ukrajna, Azerbajdzsán
- Synageles subcingulatus (Simon, 1878) – Közép-Európa, Ukrajna, Oroszország (Nyugat-Szibéria), Törökország, Azerbajdzsán, Kazahsztán, Közép-Ázsia
- Kis hangyautánzó pók (Synageles venator) (Lucas, 1836) Európa, Törökország, Kaukázus, Oroszország (Európától a Távol-Keletig), Kazahsztán, Közép-Ázsia, Kína, Japán, Kanada[8][9][10][11]